# Гранд-отель (Владикавказ)
.

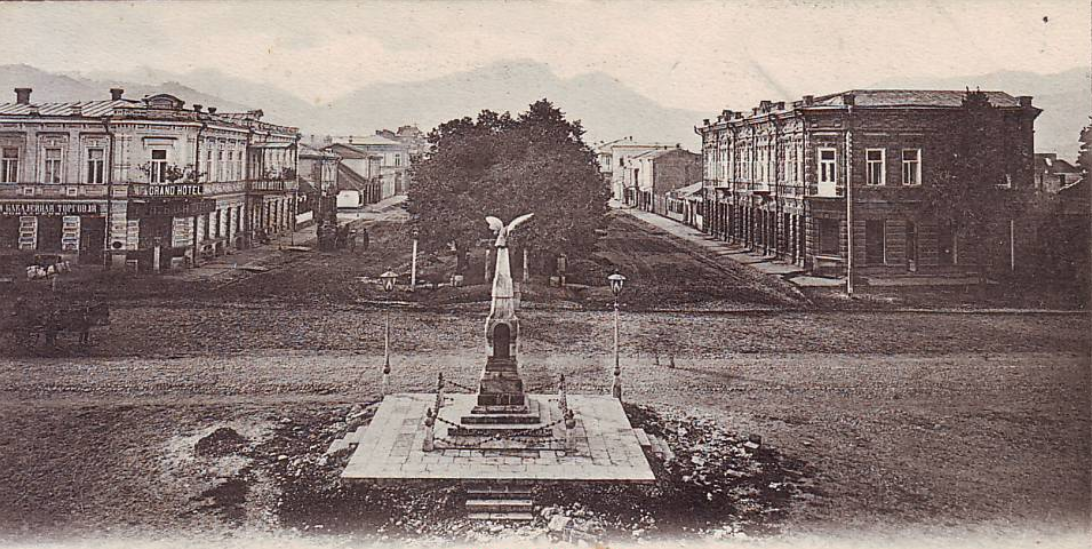
Слева — здание гостиницы «Гранд-отель», справа — дом Фёдорова (будущее второе отделение гостиницы «Гранд-отель»), посередине — памятник рядовому Тенгинского полка Архипу Осипову. Вид со стороны современного Горского аграрного университетав. Фото начала XX века

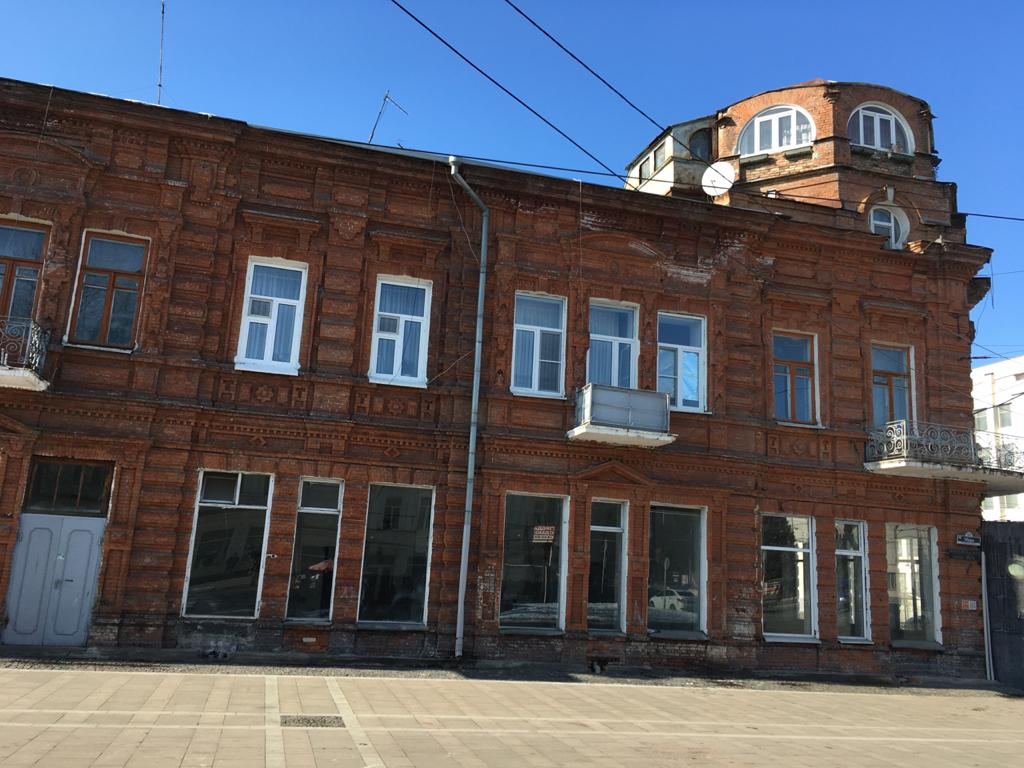
Второе здание бывшей гостиницы на нечётной стороне проспекта Мира, д. 55/ улица Кирова, 36

Гостиница «Гранд-Отель» — памятник архитектуры и градостроительства во Владикавказе, Северная Осетия. Объект культурного наследия России регионального значения. Старейшая гостиница Владикавказа. Историческая гостиница состоит из двух зданий: первоначальное здание гостиницы на чётной стороне бывшего Александровского проспекта, д. 54 и второй корпус бывшей гостиницы, построенный в более позднее время на нечётной стороне проспекта, д. 55.
Соседствует с домом № 52, являющимся памятником архитектуры и объектом культурного наследия.

## История
Первое здание гостиницы «Гранд-Отель» на чётной стороне Александровского проспекта, на углу с Московской улицей построено в 1879 году. Собственником здания был Попков (по другим сведениям — Резаков), арендаторами — Г. Г. Бурдули и Ф. Дубовик.
На первом этаже гостиницы размещались контора гостиницы и ресторан, окна которого выходила на Александровский проспект. На втором этаже здания были гостиничные номера. На первом этаже также располагались парикмахерская «Зал стрижки и бритья А. Кржечковского», аптека «Провизор Г. М. Мах и Ко» и «Контора автомобильного сообщения», которая занималась отправлением автомобилей в Тифлис по Военно-Грузинской дороге.
Гостиница пользовалась популярностью, поэтому собственник решил построить ещё одно здание для гостиницы. 15 марта 1910 года было открыт дополнительный двухэтажный корпус из красного кирпича на противоположной стороне Александровского проспекта. В начале XX века гостиница «Гранд-Отель» построила ещё один филиал в ауле Казбеги на Военно-Грузинской дороге.
Между двумя зданиями гостиницы был подземный переход, замурованный со временем за ненадобностью. В 1918 году второе здание гостиницы сильно пострадало во время боёв за Владикавказ. Находилось в полуразрушенном состоянии до начала 1920-х годов. В 1920 году на углу здания над вторым этажом была сооружена пристройка многогранного очертания с арочными конструкциями.
В 1912 году в гостинице находилось отделение «Русского географического общества». В июле 1915 года в гостинице останавливался русский певец Фёдор Шаляпин.
В настоящее время в первом здании находится муниципальная гостиница «Терек», во втором — стоматологическая поликлиника.
Архитектура
Согласно владикавказскому архитектору Сослану Цаллагову в наше время были утрачены или изменены некоторые аутентичные элементы архитектуры:
- по первому зданию: «(были утрачены) кирпичные столбики на кровле, козырек над балконом со стороны проспекта Мира, опоры под балконом по проспекту Мира, парадные филенчатые двери, оконные переплеты, под угловым балконом появились опоры — трубы. Фасад здания обезображен»
- по второму зданию: «переплеты остекления исказили первоначальный облик постройки. Утрачены кованые ворота со стороны улицы Кирова, (были утрачены) решетка балкона со стороны проспекта Мира, дверные переплеты».